# Nikolai Gumiliov
Nikolai Stepanovici Gumiliov (în rusă Николай Степанович Гумилёв; n. 3/15 aprilie 1886, Kronstadt, Gubernia Sankt Petersburg⁠(d), Imperiul Rus – d. 26 august 1921, Petrograd, RSFS Rusă) a fost unul dintre poeții importanți din Rusia, fondator al curentului artistic numit acmeism.
A scris o poezie exotică, de o excepțională bogăție coloristică.
Apare frecvent tema eroului activ, capabil să resimtă notele grave ale existenței umane.

## Tinerețea și primele poezii
Nikolai s-a născut în Kronstadt, în familia unui medic din marină. A studiat la liceul din Țarskoe Selo, printre profesorii săi aflându-se și poetul simbolist Innokenti Annenski. Gumiliov a recunoscut că acest profesor a fost cel care l-a influențat să se îndrepte către poezie. 
El a publicat pentru prima oară versuri (Am fugit din orașe în pădure – Я в лес бежал из городов) pe 8 septembrie 1902. În 1905 a publicat prima carte de poezii Drumul conchistadorilor. Cartea cuprindea poeme cu cele mai exotice subiecte imaginabile: de la girafele lacului Ciad până la crocodilii lui Caracalla. Deși Gumilev era mândru de cartea sa, cei mai mulți critici au considerat tehnica autorului ca fiind neîngrijită, chiar autorul făcând aprecierea mai târziu că a fost vorba de muncă de ucenic.
Din 1907, Nikolai Gumiliov a călătorit mult prin Europa, în special prin Italia și Franța. În 1908 a publicat un nou volum de versuri, Flori romantice. Câtă vreme a fost în Paris, a publicat revista literară Sirius, din care au apărut însă numai trei numere. La întoarcerea în Rusia a editat și a ajutat la apariția periodicului Apollon. În acea perioadă a căzut victimă unei mistificări și s-a îndrăgostit de o femeie inexistentă, Cerubina de Gabriak. Pe 22 noiembrie 1909, el l-a provocat la duel pe Maksimilian Voloșin, cel care a fost în spatele glumei amoroase. 
La fel precum Flaubert și Rimbaud înaintea lui, Gumiliov a fost fascinat de Africa și a călătorit pe acest continent aproape în fiecare an. A vânt lei în Etiopia și a adus Muzeului de antropologie și etnografie din Sankt Peterburg o importantă colecție de artefacte africane. Seria de poezii Cortul (1921) adună cele mai bune creații pe teme africane. 

## Societatea Poeților
În 1910, Gumiliov a fost vrăjit de poetul simbolist și filozoful Viaceslav Ivanov și și-a însușit vederile acestuia asupra poeziei în serile dedicate artei de către Ivanov în celebra sa "casă cu foișor". Viitoarea lui soție, Anna Ahmatova, l-a însoțit pe poet la petrecerile lui Ivanov. Guniliov și Ahmatova s-au căsătorit pe 25 aprilie. Pe 18 septembrie 1912 li s-a născut fiul Lev, cel care avea să devină peste ani unul dintre cei mai importanți istorici ruși. 
Nemulțumit de misticismul vag al simbolismului rusesc, Gumiliov și Serghei Gorodețki au pus bazele așa numitei Societăți a Poeților, modelată după asociațiile medievale din Europa Occidentală. Ei afirmau că poezia are nevoie de măiestrie tot așa cu are nevoie și arhitectura. Scrierea unei poezii bune era comparată cu ridicarea unei catedrale. Pentru a-și ilustra ideile, Gumiliov a publicat două colecții de poezie, Perlele în 1910 și Cer străin în 1912. Dar Osip Mandelștam a fost cel care a produs cel mai important monument al mișcării, colecția de poezii intitulată Piatră (1912).
În conformitate cu principiile acmeismului, fiecare persoană, fără a ține seama de talentul ei, poate învăța secretele versificării pentru a produce poezii de calitate, doar dacă îi urmează pe maeștrii societății scriitorilor, (așa cum se considerau a fi Gumiliov și Gorodețky). Modelul lor era Théophile Gautier, multe dintre tendințele lor artistice au fost împrumutate de lapoeții francezi parnassieni. Un asemenea program, combinat cu subiectele exotice ale poeziilor lui Gumiliov, au atras un mare număr de adolescenți în Societatea Poeților. Câțiva poeți importanți au trecut prin această societate, așa cum au fost Gheorghi Ivanov și Vladimir Nabokov. 

## Războiul

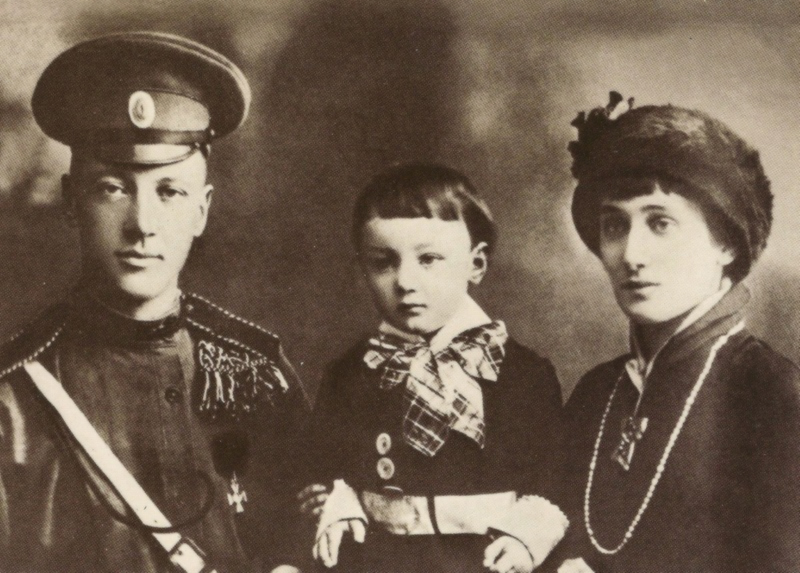
Nikolai Gumiliov, Anna Ahmatova și fiul lor Lev Gumilev, 1913

Atunci când a izbucnit primul război mondial, Gumiliov s-a întors de urgență în Rusia și s-a înrolat într-o unitate de elită de cavalerie. Pentru bravura în luptă a primit de două ori Crucea Sfântului Gheorghe (24 decembrie 1914 și 5 ianuarie 1915). Poemele de război au fost adunate în volumul Freamătul (1916).
În timpul Revoluției din Octombrie, Gumiliov era la Paris, făcând parte din corpul expediționar rus. În ciuda sfaturilor primite de a nu se întoarce în Rusia, el a plecat la Petrograd. A mai publicat volume de versuri: Tabernaclu și Foc. În această perioadă a divorțat de Ahmatova (5 august 1918), de care era oricum separat de mai mulți ani. Anul următor s-a căsătorit cu Anna Nikolaevna Engelhardt, o aristocrată, fiica a unui cunoscut istoric. 

## Ultimele poeme și moartea
În 1920, Gumiliov a fost co-fondatorul Uniunii scriitorilor din Rusia. Gumiliov nu și-a ascuns niciodată vederile anticomuniste, a continuat să-și facă cruce în public și nu și-a disimulat nici o clipă deisprețul față de bolșevicii semiananlfabeți. 
Pe 3 august 1921, a fost arestat de CEKA din cauza convingerilor sale monarhiste. Mulți isstorici apreciază că a fost unul dintre primele cazuri fabricate în întregime de CEKA. Pe 24 august, CEKA din Petrograd a hotărât executarea tuturor celor 61 de participanți la Complotul Taganțev, printre condamnații la moarte aflându-se și Gumiliov. Data și locația exacte ale execuției ca și locul în care au fost îngropate trupurile condamnaților sunt încă necunoscute. 
Influența lui Gumiliov asupra poeziei ruse a fost intensă, dar de scurtă durată. Această impresie este exprimată de Nabokov, care a renarcat odată că Gumiliov este poetul adolescenților, tot așa cum Korney Cukovsky este poetul copiilor.

## Scrieri
- 1905: Calea conchistadorilor (Путь конквистадоров, "Put` konkistadorov")
- 1908: Flori romantice (Романтические цветы, "Romanticeskie țvetî")
- 1910: Perlele (Жемчуга, "Jemčuga")
- 1912: Cer străin (Чужое небо, "Čujoe nebo")
- 1918: Făclia ("Kostёr")
- 1921: Coloana de foc (Огненный столп, "Ognenîi stolp")
- 1923: Scrisori despre poezia rusă ("Pis`ma o russkoi poezii").